# Sekosteroid
Sekosteroid je molekul sličan steroidu, ali sa otvorenim B-prstenom.
Dobro poznati primer sekosteroida kod ljudi je vitamin D.
- Holekalciferol (D3)
- Ergokalciferol (D2)

## Spoljašnje veze
- Secosteroids на 